# Тернувате (балка)
Тернувате (рос. Б. Терноватая) — балка (річка) в Україні у Новомиколаївському районі Запорізької області. Ліва притока річки Гайчул (басейн Дніпра).

## Опис
Довжина балки приблизно 2,52 км, найкоротша відстань між витоком і гирлом — 2,43 км, коефіцієнт звивистості річки — 1,04. Формується декількома балками та загатами. На деяких ділянках балка пересихає.

## Розташування
Бере початок на північно-східній стороні від селища Тернувате. Тече переважно на північний схід і на південній околиці села Зарічне впадає в річку Гайчул, ліву притоку Вовчої.

## Цікаві факти
- Біля гирла балки на східній стороні на відстані приблизно 1,88 км проходить автошлях Т 0401[2] (автомобільний шлях територіального значення у Дніпропетровській та Запорізькій областях. Пролягає територією Дніпровського, Синельниківського, Васильківського, Покровського, Гуляйпільського, Пологівського, Токмацького та Мелітопольського районів через Дніпро — Васильківку — Покровське — Гуляйполе — Пологи — Токмак — Молочанськ — Мелітополь. Загальна довжина — 254,8 км).